# Псевдонім
Псевдоні́м, прибране ім'я (грец. ψευδής — «помилковий, брехливий, вигаданий» і грец. όνομα — «ім'я») — ім'я, використовуване людиною замість даного при народженні, зафіксованого в документах, у публічній діяльності. У західній культурі найчастіше псевдонімами користуються діячі та діячки мистецтва. У східних культурах (особливо китайській і японській) ухвалення нового імені при зміні соціального статусу в деякі епохи було практично обов'язковим для будь-якої сфери діяльності, — аналогом такого роду обов'язкових псевдонімів в західній культурі можна вважати обов'язкову зміну імені у священиків і ченців, особливо в православній церкві, проте називати церковні імена священнослужителів псевдонімами не прийнято.
Протилежне псевдоніму — справжнє ім'я людини — має назву автонім.

## Природа і завдання псевдонімів
Власне псевдонім не має на меті відмову від ідентичності і тому в багатьох випадках витісняє справжнє ім'я: Сандро Боттічеллі насправді звали Алессандро Філіпепі, а Мерилін Монро — Норма Джин Мортенсон-Бейкер. Серед основних причин використання псевдонімів цього роду:
- прагнення замінити дуже довге ім'я коротшим, таким, що запам'ятовується (зокрема, у багатьох іспанських, португальських, латиноамериканських спортсменів і політиків: характерний, наприклад, випадок Едсона Арантеса ду Насименту, що прославився під коротким ім'ям Пеле);
- прагнення узяти ім'я, що «говорить», відповідне вибраному роду діяльності, особистій творчій або цивільній позиції, естетичним перевагам епохи: так, середньовічний медик Парацельс вибрав псевдонім, що посилає до імені знаменитого римського лікаря Цельса, а українська поетеса Лариса Петрівна Косач взяла псевдонім Леся Українка;
- прагнення узяти ім'я, що не виділяє людини за національною ознакою, не фіксує загальної уваги на його походженні (так поляки Вільгельм Аполлінарій Костровіцький і Юзеф Теодор Конрад Коженьовський стали французьким поетом Гійомом Аполінером і англійським прозаїком Джозефом Конрадом);
- прагнення «розійтися» в іменах з іншою особою, що діє в цій же сфері і носить таке ж або подібне ім'я: так, серед причин, що спонукали письменника Іллю Маршака стати Михайлом Ільїним, не останню роль відіграло небажання опинитися в тіні свого старшого брата Самуїла Маршака, а літературознавиця і перекладачка Елеонора Гальперіна відзначала в опублікованому згодом листуванні, що взяла псевдонім Нора Галь, аби її не плутали з літературознавицею Євгенією Гальперіною, що почала публікуватися дещо раніше.

Особливим випадком є колективні псевдоніми, покликані позначити єдиним ім'ям загальну діяльність групи осіб: Кукринікси, Ніколя Бурбакі, Козьма Прутков.

## Псевдонім і суміжні явища
Окрім власне псевдонімів, існує (головним чином, в літературі і мистецтві) низка суміжних явищ, при розширювальному розумінні також іменованих псевдонімами:
- Алонім — ім'я іншої особи, що реально існує чи існувала, використовуване людиною замість власного імені при позначенні авторства твору. Алоніми часто використовували автори пізньої античності і Середньовіччя для того, щоб ім'ям більш раннього і авторитетнішого автора додати більше авторитету своєму твору. У Новий час алонімія трапляється доволі рідко, хоча в масовому книговиданні відомі приклади підроблених книг комерційно успішних авторів (наприклад, Карлоса Кастанеди), написаних невідомими особами.
- Ананім (грец. ανα- — «знову» όνομα — «ім'я») — прочитання у зворотному порядку літер власного імені. Не виключено вживання терміна ананім і для випадкових збігів.
- Астронім (грец. astron - зірка; грец. onima - ім'я) — позначення імені автора друкарськими знаками (зірочками - ***); вид псевдоніма.
- Геонім — вид псевдоніма, створений на основі географічної назви.
- Гетеронім — ім'я, використовуване автором для частини своїх творів, виділених за якою-небудь ознакою, на відміну від інших творів, що підписуються власним ім'ям або іншим гетеронімом. Так, Зінаїда Гіппіус виступала з віршами під власним ім'ям, тоді як критичні статті публікувала під «промовистим» гетеронімом Антон Крайній. Віртуозно користувався гетеронімами португальський поет Фернандо Пессоа, що використав більше 80 різних підписів для своїх творів; багато гетеронімів Пессоа мали власну фіктивну біографію, літературний стиль, уподобання й улюблені жанри й, тим самим, перейшли в категорію літературних масок. Гетеронімія часта в масовій літературі, коли твори одного і того ж автора, що належать до різних жанрів або циклів, підписуються різними іменами для зручності читача.
- Криптонім — підпис під твором замість імені автора, що не припускає можливості ототожнити її з тією або іншою конкретною особою; іншими словами — ім'я, розраховане на те, щоб приховати справжнього автора твору. Криптонімом зазвичай користуються при обнародуванні ризикованих в тому або іншому відношенні творів («Роман з кокаїном» М.Агеєва, «Історія Про» Поліни Реаж) і/або тоді, коли ці твори в тому або іншому відношенні відрізняються від тієї творчої діяльності, з якою вже міцно зв'язано справжнє ім'я автора (криптонім Б.Акунін, узятий відомим філологом-японістом і перекладачем Григорієм Чхартішвілі при публікації своїх детективних романів). У разі успіху криптоніми часто розкриваються і перетворюються на звичайні псевдоніми або гетероніми.
- Літературна маска — вигаданий автор, якому приписується той або інший твір. Див. докладніше в статті Літературна маска.

Суміжне з псевдонімією явище — обов'язкове або напівобов'язкове використання в деяких соціокультурних групах (кримінальний світ, молодіжні субкультури) особливих імен або прізвиськ, що не збігаються з офіційними.
До цього явища найближче використання нікнеймів замість імен при комунікації в Інтернет.

## Правовий аспект використання псевдонімів
Якщо псевдонім дозволяє ідентифікувати автора, то до творів, опублікованих під псевдонімом, застосовуються положення про презумпцію авторства. Згідно з нею, автором твору вважається особа, зазначена як автор на оригіналі або примірнику твору.
Ч. 4 ст. 11 Закону про авторські права передбачає, що для захисту прав не ідентифікованого автора, видавець твору (його ім'я чи найменування повинні бути зазначені на творі)  може бути його представником. Це положення діє до того часу, поки автор не розкриє своє ім'я і не заявить про своє авторство.
Особливості представництва автора видавцем:
- позов про захист прав автора подає видавець,

- суд не вправі вимагати розкриття імені автора,

- якщо видавець підпадає під визначення суб'єкта, зазначеного в ст.1 Господарського процесуального кодексу України, то спір розглядається в порядку господарського судочинства

- якщо автор твору не розкриває своє ім'я або не заявляє про авторство, суд задовільняє позов на користь видавця,
- видавець передає стягнуте за рішенням суду автору чи правовласникам[3].